# Erminio Spalla
Erminio Spalla (né à Borgo San Martino le 7 juillet 1897 et mort à Rome le 14 août 1971) est un boxeur professionnel, acteur et chanteur italien. 

## Biographie
Erminio Spalla a étudié les beaux-arts à Brera.  Quand en 1910 il  voit des séquences filmées des championnats du monde de boxe il décide de devenir boxeur professionnel. Il remporte le titre italien poids lourds en 1920 et est le premier Italien à remporter un titre de boxe européen en 1923. Il le perd en 1926 face à Paulino Uzcudun (it) et se retire de la boxe l'année suivante, bien qu'il soit brièvement revenu sur le ring en 1934  remportant ses trois derniers combats. 
En octobre 1937, il fait ses débuts comme chanteur d'opéra dans  Nel Trovatore à Turin.
En 1939, il  joue dans son premier film, Io, suo padre de Mario Bonnard suivi par plus de cinquante films et séries télévisées, dont le film de guerre Giarabub (1942).  Son dernier film étant I fratelli Karamazov de Sandro Bolchi (1969).  
Son frère aîné Giuseppe était également boxeur.

## Filmographie partielle
- 1942 : Dans les catacombes de Venise (I due Foscari) d'Enrico Fulchignoni
- 1942 : Le Lion de Damas (Il leone di Damasco) de Corrado D'Errico et Enrico Guazzoni
- 1947 : Le avventure di Pinocchio de Giannetto Guardone
- 1949 : Les Pirates de Capri (I pirati di Capri) de Edgar G. Ulmer et Giuseppe Maria Scotese
- 1955 : Les Révoltés ( Il mantello rosso) de Giuseppe Maria Scotese
- 1956 : Pauvres mais beaux (Poveri ma belli) de Dino Risi
- 1958 : La Maja nue (The Naked Maja) de Henry Koster
- 1958 : Un homme facile (Un uomo facile) de Paolo Heusch
- 1959 : La Vengeance du Sarrasin (La scimitarra del saraceno) de Piero Pierotti
- 1960 : La Charge de Syracuse (L'assedio di Siracusa) de Pietro Francisci
- 1962 : La Colère d'Achille ( L’ira di Achille) de Marino Girolami